# Yax Mayuy Chan Chaak
Yax Mayuy Chan Chaak – władca Naranjo.
W 744 roku Tikal pokonało Naranjo. Jego władca Yax Mayuy Chan Chaak został wzięty do niewoli i prawdopodobnie złożony w ofierze podczas obchodów zwycięstwa w Tikal. 